# 埃拉图尔
埃拉图尔（Elathur），是印度泰米尔纳德邦Erode县的一个城镇。总人口7887（2001年）。

## 人口
该地2001年总人口7887人，其中男性3977人，女性3910人；0—6岁人口738人，其中男383人，女355人；识字率46.38%，其中男性为57.78%，女性为34.78%。